# Serviços de comparação de preços
Serviços de comparação de preços são sites que ajudam seus usuários a pesquisar preços de produtos específicos em lojas virtuais. Em geral, estes sites não vendem produtos, apenas apontam para os sites das lojas, onde as compras podem ser realizadas.
Os serviços de comparação podem ser genéricos ou segmentados. Os genéricos possuem a vantagem de oferecer uma gama muito maior de produtos e lojas enquanto os segmentados possuem a vantagem de atuar num nicho específico e na maioria das vezes trazerem mais informações sobre os produtos e serviços.

## História
Com o crescimento da internet no inicio dos anos 1990, criar um site de comparação de preços havia se tornado algo lucrativo. Serviços de comparação de preço foram inicialmente implementados como extensões para os navegadores Netscape e Internet Explorer, e requeriam que um software adicional fosse baixado e instalado. Após estes esforços iniciais, shopping de comparação de preços migraram seus serviços para a nuvem onde deveriam ser acessíveis à qualquer um com um browser. Serviços de comparação de preços que antes eram exibidos por sites dedicados passam a compor os maiores portais. Como compras online ainda são uma nova cultura em muitos países, não existem muitos sites com abrangência global nesta categoria.

### Compras
No inicio dos anos 1990, cada vez mais pessoas ganharam acesso à internet, um grande número de portais de compras que foram construídos listavam varejistas de gêneros específicos.  Os varejistas listados pagavam ao site uma taxa fixa para aparecer. Eram como uma versão online das Páginas Amarelas. Como a melhora da tecnologia, a "raça" mais recente de portais de compras que está sendo criada estão mudando o modelo de negócios, os recursos e funcionalidades oferecidas. Estes não mais "agregam" dados providos pelos varejistas, eles pesquisam e recuperam os dados diretamente de cada site. Isso permite uma lista muito mais abrangente dos varejistas e a capacidade de atualizar os dados em tempo real.
Portais genéricos e motores de busca lançaram serviços similares e empresas que se beneficiam do aumento de compras na Internet (especialmente de cartão de crédito e empresas de entrega) também tem lançados serviços do tipo.

### Serviços
Entre 1998 e 1999, várias empresas desenvolveram uma tecnologia que procurava em sites varejistas preços e armazenavam numa base de dados central. Os usuários podiam então procurar por um produto, e ver uma lista de varejistas e os preços para esse produto. Anunciantes não pagavam para ser listados, mas pagavam por cada clique em um produto. Streetprices, fundada em 1997, tem sido uma empresa precursora neste espaço, eles inventaram os gráficos de preços e e-mails de alertas, em 1998 [2]. Estes serviços úteis permitem aos usuários ver o preço alto e baixo de qualquer produto graficamente ao longo do tempo, e receberem alertas por e-mail quando o preço de um produto cai para o preço que o usuário quer. Outros motores de busca de preço também evoluíram para fornecer aos consumidores ferramentas de rastreamento de preço sofisticadas, como alertas de queda de preços e o preço de rastreamento de histórico de preços. [3] A partir de 2004, serviços de comparação e utilidade domésticos começaram a ganhar popularidade no Reino Unido, com o lançamento de vários sites de comparação utilitários, que têm crescido agora em volume de negócios de vários milhões.